# Cerkiew Świętych Kosmy i Damiana w Anusinie

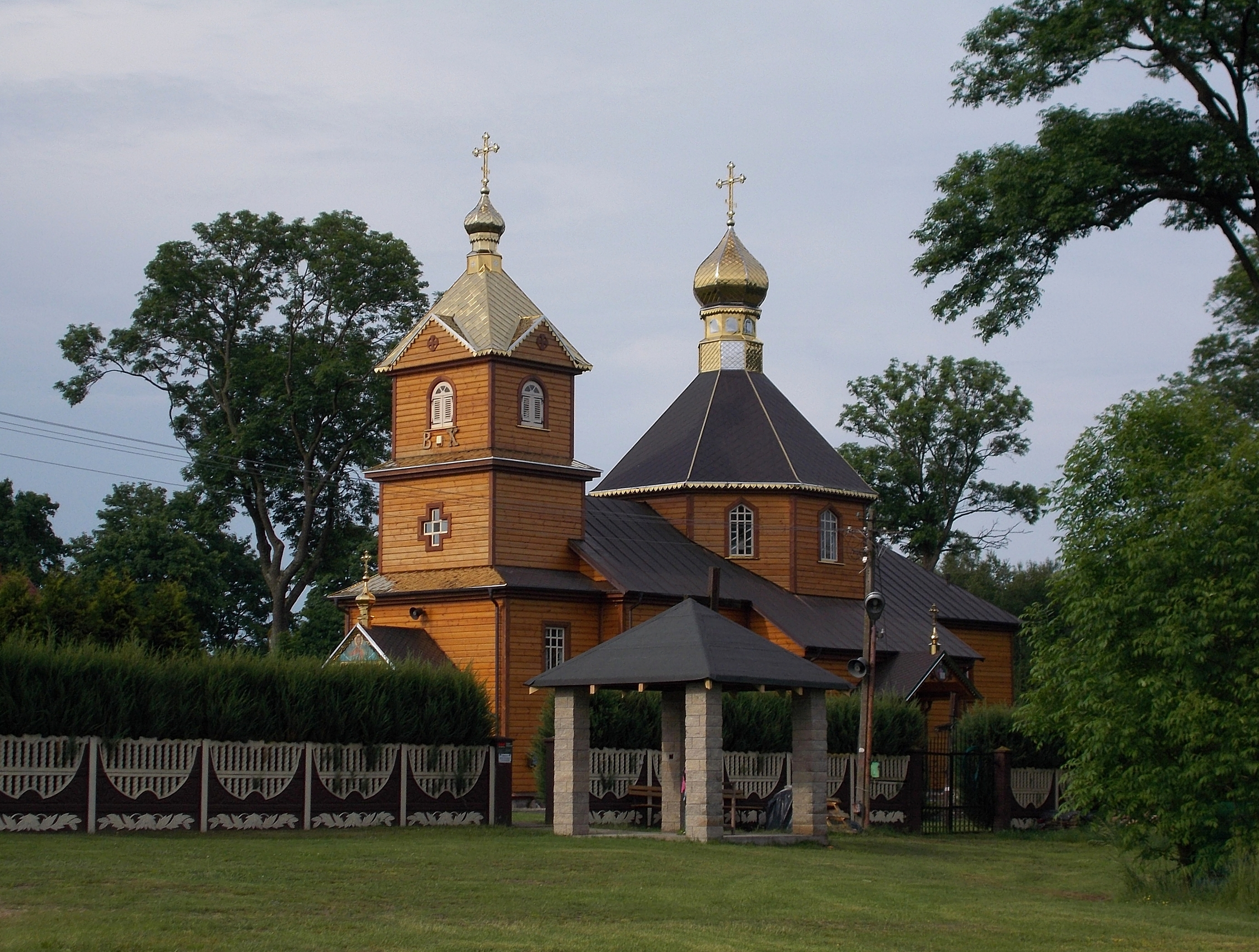
Widok od strony południowej

Cerkiew Świętych Kosmy i Damiana – prawosławna cerkiew w Anusinie (parafii w Telatyczach). Świątynia należy do dekanatu Siemiatycze diecezji warszawsko-bielskiej Polskiego Autokefalicznego Kościoła Prawosławnego.

## Historia

### Pierwsze cerkwie w Anusinie
Pierwsza cerkiew na tym miejscu powstała prawdopodobnie w XVI w., nie przetrwały jednak żadne źródła, które mogłyby rozstrzygnąć tę kwestię. Pierwotnie nosiła wezwanie Wniebowstąpienia Pańskiego. Po zawarciu unii brzeskiej przyjęła jej postanowienia zgodnie z wolą sprawujących nad nią prawo patronatu. Funkcjonowała w strukturach diecezji włodzimiersko-brzeskiej. Najstarszy dokument opisujący świątynię pochodzi z 1629. Wynika z niego, że obiekt sakralny był zaniedbywany przez patronów i był w złym stanie technicznym.
Cerkiew była z pewnością świątynią parafialną w latach 1777–1801. Parafia obejmowała wsie Piszczatka, Siemichocze, Stołbce, Tymianka i Werpol. W latach 1799–1802 na miejscu starszej cerkwi wzniesiono nową, która w latach 1827–1834 ponownie służyła jako parafialna, następnie zaś straciła ten status. W 1838 w miejscowości nie było osobnej parafii. Rok później, na mocy postanowień synodu połockiego przeszła na własność Rosyjskiego Kościoła Prawosławnego i znalazła się w strukturach eparchii wileńskiej i litewskiej.
W 1847 do świątyni uczęszczało 978 wiernych. Od 1870 przy świątyni działała szkoła dla chłopców, do której przyjęto 13 uczniów. Osiem lat później liczbę wiernych uczęszczających do świątyni oszacowano na 1095 osób. Na początku XX wieku w Telatyczach ponownie utworzona została samodzielna parafia. W związku z tym w latach 1902–1903 wzniesiono na jej potrzeby nową drewnianą cerkiew. Została ona wyświęcona 22 października 1903, a jej patronami zostali święci Kosma i Damian. Należała do dekanatu wysokolitewskiego eparchii grodzieńskiej. Na początku XX wieku liczbę parafian oszacowano na 1630 osób. W parafii działało bractwo cerkiewne. W 1908 do świątyni zakupiono nową ikonę Wniebowstąpienia Pańskiego, nawiązując w ten sposób do dawnego wezwania świątyni.
W 1915 miejscowa ludność prawosławna udała się na bieżeństwo, z którego powracała w latach 1918–1921. W niepodległej Polsce przy cerkwi zarejestrowano etatową parafię, która następnie weszła w skład diecezji pińsko-poleskiej Polskiego Autokefalicznego Kościoła Prawosławnego. Po II wojnie światowej placówka duszpasterska weszła do dekanatu Siemiatycze diecezji warszawsko-bielskiej. Liczba wiernych wynosiła wówczas 2050 i w kolejnych dziesięcioleciach sukcesywnie spadała. Na początku XXI w. uczęszczających do cerkwi było 445.
Cerkiew remontowano w latach 70. XX wieku (elektryfikacja, wymiana pokrycia dachów), następnie w latach 1992–1995 (odrestaurowanie wnętrza, renowacja ikon). W latach 2002–2003 obiekt został odnowiony i przemalowany, zaś w latach 2010–2011 ponownie wyremontowany od zewnątrz; wtedy zmieniono jego kolorystykę z zielonej na brązową. W 2010 w święto Wniebowstąpienia Pańskiego Świętą Liturgię w obiekcie sprawował metropolita warszawski i całej Polski Sawa, który wyświęcił nowe krzyże na kopuły świątyni. W 2004 w sąsiedztwie budynku wzniesiono kapliczkę służącą do święcenia wody.
Cerkiew wpisano do rejestru zabytków 24 listopada 2000 pod nr A-13.

## Architektura
Jest to budowla drewniana, o konstrukcji zrębowej, oszalowana, orientowana. Wzniesiono ją na planie podłużno-centralnym. Obiekt sakralny jest trójdzielny, z wyodrębnionymi prostokątnym przedsionkiem, kwadratową nawą i prostokątnym pomieszczeniem ołtarzowym. Nad przedsionkiem wznosi się czworoboczna dwukondygnacyjna wieża-dzwonnica zwężająca się ku górze. Wejście do budynku prowadzi przez ganek na tralkowo-profilowanych słupach; podobne ganki zdobią wejścia boczne na elewacjach południowej i północnej. Nad nawą usytuowany jest pozorny bęben na planie ośmioboku zwieńczony również pozorną ośmioboczną kopułą.
Wnętrze świątyni nakryte jest płaskimi odeskowanymi stropami, dachy cerkwi kryte są blachą, dwuspadowe. Nad nawą dach jest ośmiopołaciowy, na wieży natomiast dach czteropołaciowy, zwieńczony niewielką cebulastą kopułką. Na czterech pozornych pendentywach widnieją postacie Ewangelistów. Od zachodu we wnętrzu znajduje się chór muzyczny z prostym balkonem, oddzielony potrójną, wspartą na dwóch słupach arkadą. Wewnątrz znajduje się eklektyczny ikonostas z początku XX w., prawdopodobnie wykonany w trakcie budowy cerkwi. W jego najwyższym rzędzie znajdują się cztery XVIII-wieczne barokowe ikony świąteczne: Wniebowstąpienie, Wprowadzenie Matki Bożej do Świątyni, Spotkanie Pańskie oraz Przemienienie Pańskie. W bocznych kiotach znajdują się neorenesansowe ikony świętych mnichów Teodozjusza Pieczerskiego oraz Sergiusza z Radoneża z 1889, napisane w pracowni ławry Troicko-Siergijewskiej. Na wyposażeniu świątyni pozostają również pounickie XVIII-wieczne barokowe obrazy Trójcy Świętej, Narodzenia Matki Bożej, Przemienienia Pańskiego, Wniebowstąpienia, św. Mikołaja w rokokowej ramie, Matki Boskiej Niepokalanej oraz Vanitas. Wszystkie te wizerunki powstały pod silnym wpływem rzymskokatolickiej sztuki sakralnej, chociaż ostatni z nich posiada inskrypcje w języku cerkiewnosłowiańskim. Innym elementem z okresu, gdy parafia w Telatyczach była unicka, są stacje Drogi Krzyżowej z I połowy XIX w., malowane na desce po trzy sceny na jednej. Z 1837 pochodzi natomiast złoto haftowana, aksamitna płaszczanica z namalowaną postacią Chrystusa w Grobie i czterema główkami aniołków w jego otoczeniu. W pobliżu wejścia do świątyni znajduje się kamień nagrobny pochodzący z cmentarza w Pieszczatce, prawdopodobnie przewieziony na to miejsce w roku konsekracji cerkwi.